# Neobisium chironomum
Espèce
Synonymes
- Olpium chironomum L. Koch, 1873

Neobisium chironomum est une espèce de pseudoscorpions de la famille des Neobisiidae.

## Distribution
Cette espèce est endémique d'Italie. Elle se rencontre au Trentin-Haut-Adige et en Frioul-Vénétie Julienne.

## Systématique et taxinomie
Cette espèce a été décrite sous le protonyme Olpium chironomum par L. Koch en 1873. Elle est placée dans le genre Neobisium par Mahnert en 1979.

## Publication originale
- L. Koch, 1873 : Uebersichtliche Dartstellung der Europäischen Chernetiden (Pseudoscorpione). Bauer und Raspe, Nürnberg, p. 1-68 (texte intégral).